# 阿尔贝特·施韦泽号列车
阿尔贝特·施韦泽（德語：Albert Schweitzer）是运营于德国多特蒙德至法国斯特拉斯堡间一班长途列车所使用的名称，该命名源自德裔法籍医生、诺贝尔和平奖得主阿尔贝特·施韦泽，他出生于阿爾薩斯-洛林地区，并在斯特拉斯堡接受教育。列车由德国联邦铁路和法国国家铁路自1980年起共同开行 ，作为仅设一等席别的全欧快车类别，它在周一至周五运营，主要提供从西德首都波恩至欧洲议会所在地斯特拉斯堡之间的连结。至1983年，该列车停运。

## 历史

### 全欧快车
全欧快车类别的阿尔贝特·施韦泽号是接替了在1979年5月27日开行的巴克科斯号运营，后者原为提供多特蒙德至慕尼黑的全欧快车服务，但运能没有得到充分利用。在列车更名为阿尔贝特·施韦泽号后，其原本海德堡至慕尼黑的运行区间也更改为海德堡至斯特拉斯堡。
列车在德国境内的多特蒙德至凯尔区间使用德国联邦铁路103型电力机车牵引，凯尔至斯特拉斯堡区间则使用多电压制式的法国国营铁路BB20200型电力机车。在1982年以前，列车编组包含两节隔间座车、一节开放座车和一节餐车；从1982年至列车停运时，餐车被替换为一个简易的迷你吧台。

### 欧城列车
在2001年6月，一趟由法兰克福经斯特拉斯堡至里昂的欧城列车也开始使用阿尔贝特·施韦泽的名称。2002年底，该线路进行重新调整，其西行的始发站由法兰克福改在斯图加特。在2003年的夏季时刻表中，以阿尔贝特·施韦泽号命名的这趟欧城列车仍然运营，直至2003年9月，法国国家铁路停止使用列车命名规则，这趟欧城列车不再使用名称。

## 时刻表
以下为阿尔贝特·施韦泽号在1980年的夏季运行时刻。其中南行列车为TEE9次，于6:35分自多特蒙德出发，11:48分抵达斯特拉斯堡；北行列车为TEE8次，于16:43分自斯特拉斯堡出发，21:52分抵达多特蒙德.
| TEE9次 | TEE9次 | 停靠站     | TEE8次 | TEE8次 |
| 里程   | 时刻   | 停靠站     | 时刻   | 里程   |
| ------ | ------ | ---------- | ------ | ------ |
| 0      | 06:35  | 多特蒙德   | 21:52  | 536    |
| 34     | 06:55  | 埃森       | 21:31  | 502    |
| 54     | 07:09  | 杜伊斯堡   | 21:20  | 482    |
| 77     | 07:23  | 杜塞尔多夫 | 21:07  | 459    |
| 117    | 07:49  | 科隆       | 20:43  | 419    |
| 210    | 08:41  | 科布伦茨   | 19:50  | 326    |
| 302    | 09:33  | 美因茨     | 19:00  | 234    |
| 335    | 09:53  | 达姆施塔特 | 18:37  | 201    |
| 394    | 10:21  | 海德堡     | 18:09  | 142    |
| 448    | 10:49  | 卡尔斯鲁厄 | 17:42  | 88     |
| 479    | 11:05  | 巴登巴登   | 17:24  | 57     |
| 528    | 11:40  | 凯尔       | 17:00  | 8      |
| 536    | 11:48  | 斯特拉斯堡 | 16:43  | 0      |